# Tjocknäbbad parakit
Tjocknäbbad parakit (Rhynchopsitta pachyrhyncha) är en starkt utrotningshotad papegojfågel som enbart förekommer i Mexiko.

## Utseende och läte
Tjocknäbbad parakit är en aralik 38 cm lång grön papegojfågel med som namnet avslöjar relativt kraftig näbb. Den är röd på panna, skuldror, "lår" och ögonstreck. I flykten syns gula undre vingtäckare, medan vingpennor och den avsmalnade stjärten verkar svart underifrån. Lätet beskrivs som en ljusröstad ara med olika skriande ljud. Även hårda och rullande "cra-ak" och "gra-ah" hörs, liksom mer skrattande läten.

## Utbredning och status
Fågeln förekommer enbart i bergstrakter i västra Mexiko (västra Sierra Madre Occidental). IUCN kategoriserar arten som starkt hotad.